# Chandiroor Divakaran

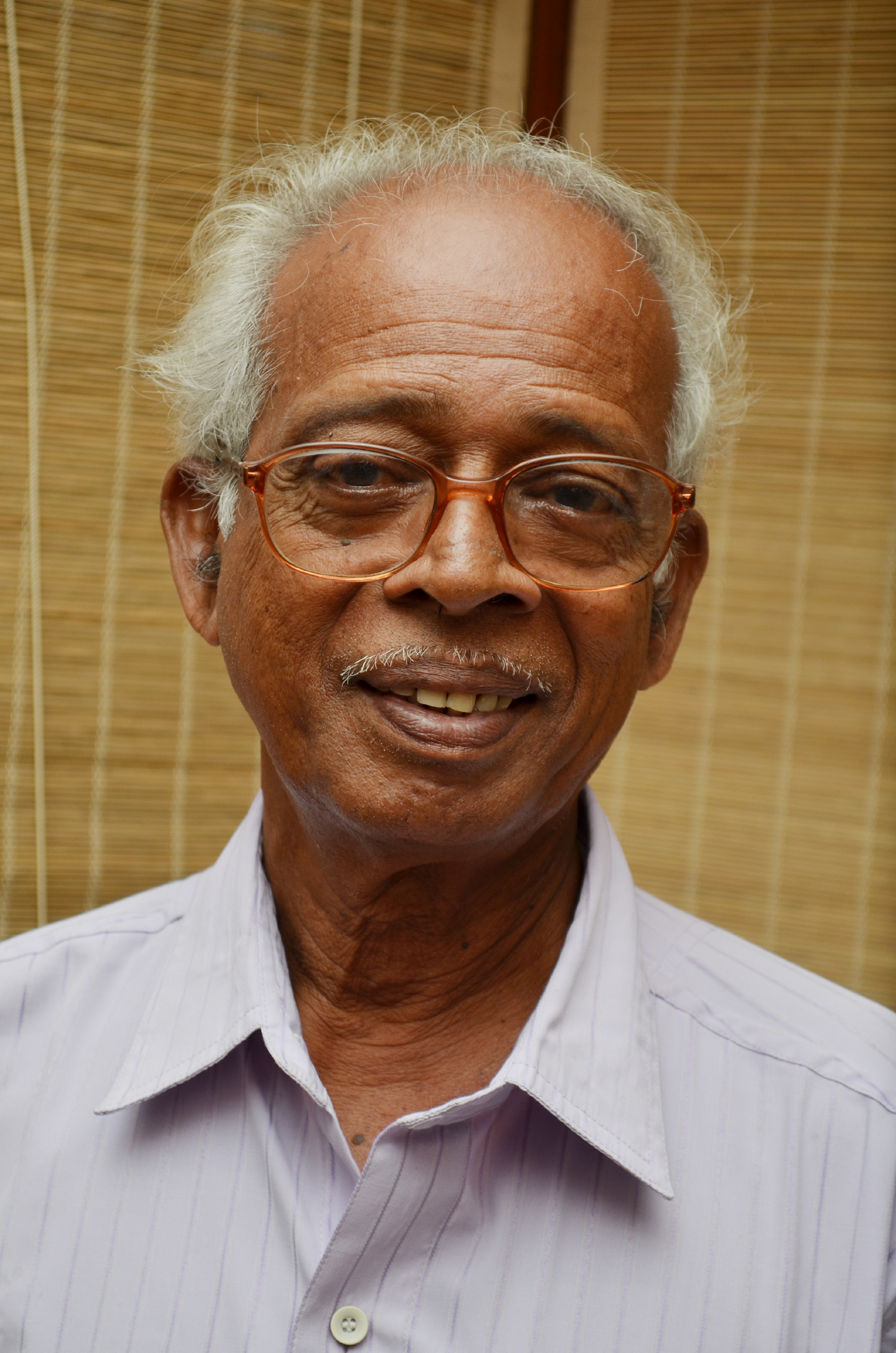
Chandiroor Divakaran (2013)

Chandiroor Divakaran (bürgerlicher Name: K(alathil) M(akki) Divakaran; Malayalam ചന്തിരൂർ ദിവാകരൻ; * 10. Mai 1946 in Chandiroor, Travancore) ist ein indischer Dichter, Liedtexter und Songschreiber in der Sprache Malayalam.

## Leben und Karriere
Divakaran wurde als Sohn von Kalathil Makki und Kurumba in Chandiroor geboren. Im Alter von 19 Jahren begann er mit dem Schreiben. Sein Vordiplom machte er in Sanskrit, sein Diplom in Malayalam bekam er 1973. In den Jahren von 1980 bis 2001 arbeitete Divakaran als Dichter für das Kerala State Housing Board. Nebenbei schrieb er Folkslieder und Lieder im Villu-Pattu-Stil.
Divakaran ist verheiratet und hat drei Kinder.

## Werke
| - 1965: Radha - 1966: Parnnupoya Inakkuyil - 1968: Malsyaghandhi - 1969: Sheriffa - 1977: Udayavum Kathu - 1980: Aazhathilodungiya Jeevithangal - 1982: Madhya Durantham - 1990: Kudumbini - 1991: Muzhakkuka Panjajanyam - 1994: Chakara | - 1996: Pakal pakshiyude geetham - 1996: Desapuranam - 1999: Arani - 2003: Pattini Theyyam - 2003: Ulsavam - 2004: Vishadhaparvam - 2007: Viswakarmakeerthanangal - 2008: Iniyethradhooram - 2011: Mounanombaram - 2013: Karnikaram |

## Auszeichnungen
- 1976: Poppal Gana Award
- 1979: Chethana Award
- 1981: Mathrubhumi Award
- 1994: Ujala Award
- 1994: Surendran Memorial Award
- 2005: Jusse Award
- 2008: Krishna Award
- 2011: Ambedkar Award